# Tóc giả

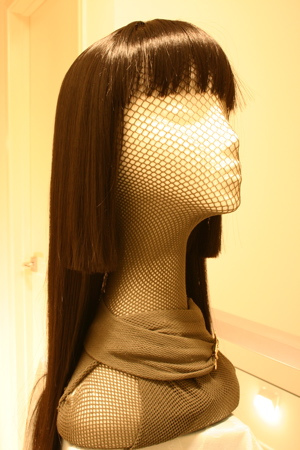
Một bộ tóc giả.

Một bộ tóc giả là bộ tóc làm từ lông bờm ngựa, tóc, lông cừu, lông, lông bò Tây Tạng, lông trâu, hoặc vật liệu tổng hợp được đội trên đầu vì lý do thời trang hoặc các lý do thẩm mỹ và phong cách khác nhau, bao gồm tuân thủ văn hóa và tôn giáo.
Một số người đội bộ tóc giả để che giấu thực tế rằng đầu họ là hói, tóc giả có thể được sử dụng như một giải pháp thay thế ít xâm nhập và ít tốn kém với các điều trị để phục hồi tóc. Tóc giả cũng có thể được sử dụng như một phụ kiện trang sức, đôi khi trong một bối cảnh tôn giáo. Diễn viên thường mặc trang phục tóc giả để đóng vai một nhân vật tốt hơn.

## Lịch sử

### Cổ đại
Người Ai Cập cổ đại đeo tóc giả để che chắn đầu cạo trọc không có tóc khỏi bị chiếu nắng. Họ cũng đội những bộ tóc giả trên mái tóc của mình bằng cách sử dụng sáp ong và nhựa để giữ cho tóc giả tại chỗ. Nền văn hóa cổ xưa khác, bao gồm người Assyria cổ đại, người Phoenicia, người Hy Lạp cổ đại và người La Mã, cũng sử dụng tóc giả. Tóc giả chủ yếu là một hình thức phương Tây ăn mặc ở vùng Viễn Đông, chúng hiếm khi được sử dụng ngoại trừ trong sân khấu truyền thống của Trung Quốc và Nhật Bản. Một số nghệ sĩ châu Á Đông (Geisha Nhật, Kisaeng Triều Tiên) đêo bộ tóc giả (Katsura và gache tương ứng) như là một phần của trang phục truyền thống của họ.
Vài ví dụ tóc giả cổ đại
- Ushabti của một Concubine; cùng với thân thể khỏa thân, trang sức dưới ngực và mu được cạo với âm hộ có thể nhìn thấy, bộ tóc giả nặng cho ý nghĩa khiêu dâm để bức tượng. Gỗ sơn, Vương quốc Giữa.
- Một đôi người Ai Cập đội tóc giả của các triều đại thứ 4 và thứ 5.
- Tượng bán thân một người phụ nữ La Mã đội một bộ tóc giả "diadem" vào khoảng năm 80.